# Granini

Logo bis 2024

Granini ist heute eine Fruchtgetränke-Marke der zur Eckes AG gehörenden Eckes-Granini Group GmbH mit Sitz im rheinhessischen Nieder-Olm.

## Geschichte
Das ehemalige Unternehmen Granini wurde 1964 in Bielefeld durch den aus Porta Westfalica stammenden Heinz Schürmann gegründet, der unter anderem als Teigwarenimporteur tätig war und daher die Marke Granini (italienisch grano ‚Korn‘) schuf.
1965 wurde mit der Herstellung von Säften, Nektaren und Fruchtsaftgetränken begonnen. Das Unternehmen wurde 1967 in Melitta integriert. Es wurden die Marken granini trinkGenuss für Fruchtsaftprodukte und granini GuteErnte für Gemüsesäfte eingeführt. 1973 wurde ein Umsatz von 100 Mio. DM, 1989 von 500 Mio. DM erreicht. 1974 war Granini das offizielle Getränk der deutschen Fußballnationalmannschaft. 1994 wurde das Unternehmen zu 74 Prozent durch Eckes übernommen und zur Eckes-Granini zusammengelegt. Ende 2006 verkaufte Melitta seinen letzten 26-Prozent-Anteil an Eckes-Granini International, später umbenannt zu Eckes-Granini Group, die damit 100 Prozent der Gesellschaft hält.

## Produkte
Unter der Marke Granini werden Fruchtlimonaden, Nektare und Säfte sowohl für den Heimverbrauch als auch als Cocktail-Basis für die Gastronomie angeboten. Üblicherweise wird neben Kartonverpackungen die markentypische Noppenflasche – früher generell aus Glas, heute überwiegend PET – in verschiedenen Gebindegrößen verwendet. Darüber hinaus werden 1-Liter-Glasflaschen des Verbands der deutschen Fruchtsaft-Industrie als Mehrwegflaschen verwendet.
Bonbons mit dem Namen granini Frucht-Bonbons werden von Katjes hergestellt.
In Österreich wird der Apfelsaft, der in Niederösterreich bei Eckes Granini Austria erzeugt wird, unter der Marke Original-Obi vermarktet, da Eckes-Granini das Markenrecht an der in Österreich und in der Schweiz sehr bekannten Fruchtsaftmarke Obi erworben hat. Der Begriff Obi gilt in weiten Teilen Österreichs als Synonym für Apfelsaft.

## Negativpreis der Verbraucherzentrale Hamburg
Im Frühjahr 2024 wurde bekannt, dass Granini, ohne dies anzukündigen und auf den Etiketten erkennbar anzugeben, die Abfüllung von Orangensaft in Gebinden für den Lebensmitteleinzelhandel eingestellt hat. Stattdessen wird nur noch ein Fruchtnektar unter dem Label Orange abgefüllt, der nur noch 50 % Fruchtanteil besitzt. Der Rest wird mit zuckerhaltigem Wasser aufgefüllt, der Zuckergehalt ist somit von 8,8 auf 9,2 Prozent gestiegen. Der Verkaufspreis ist jedoch gleich geblieben, sodass Verbraucherinnen und Verbraucher, bezogen auf den Fruchtsaftanteil, jetzt das Doppelte bezahlen. Die Verbraucherzentrale Hamburg ernannte diesen Vorgang zur „Mogelpackung des Monats“. Der Hersteller Eckes-Granini verweist in einer Stellungnahme auf höhere Preise für Orangensaft aufgrund von Missernten. In der Schweiz besteht der Saft nach wie vor aus 100 Prozent Orange, produziert von Nestlé Waters in Henniez, siehe Henniez (Mineralwasser).